# Euphyia correlata
Euphyia correlata là một loài bướm đêm trong họ Geometridae.